# Muscle oblique externe de l'abdomen
Le muscle oblique externe de l'abdomen  (ou muscle grand oblique de l'abdomen) est un muscle large, pair et symetrique de la paroi antéro-latérale de l'abdomen. C'est le muscle le plus superficiel de la paroi.

## Description
Le muscle oblique externe de l'abdomen est un muscle large et plat. Il s'étend de la paroi thoracique à la ligne blanche, au pubis, au ligament inguinal et à la crête iliaque.

## Origine
Le muscle oblique externe de l'abdomen nait par sept ou huit digitations de la face externe et du bord inférieur des sept ou huit dernières côtes.
Les digitations d'origine s’entremêlent avec celles du muscle dentelé antérieur pour les supérieures et avec les fibres du muscle latissimus du dos pour les inférieures.

## Trajet
Les fibres musculaires s'orientent obliquement en bas et en avant pour se terminer par une structure tendineuse. La limite entre la structure tendineuse et les fibres musculaires forme la ligne semi-lunaire.
La lame tendineuse contribue à former la lame antérieure de la gaine du muscle droit de l'abdomen.

## Insertion
La lame tendineuse se termine sur de haut en bas : la ligne blanche, la crête iliaque et le ligament inguinal.

## Innervation
Le muscle oblique externe de l'abdomen est innervé par les nerfs intercostaux 5 à 11, le nerf subcostal ainsi que par des fibres du plexus lombaire.

## Action
La contraction unilatérale du muscle oblique externe de l'abdomen permet la rotation contro-latérale du tronc ainsi qu'une inclinaison homolatérale du tronc. Lors d'une contraction synchrone avec les autres muscles larges de l'abdomen, il permet de faire une rétro-version du bassin, une anté-version (flexion) de la colonne thoraco-lombaire ainsi qu'une hyperpression abdominale utile à l'expiration active, la miction et la défécation. Il participe en outre à la constitution de la sangle abdominale.

## Galerie

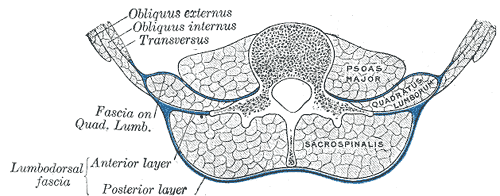
Coupe de la partie postérieure de l'abdomen.
Organisation des fascias abdominaux au-dessus de la ligne arquée.
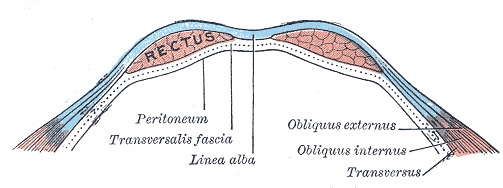
Organisation des fascias abdominaux au-dessous de la ligne arquée.
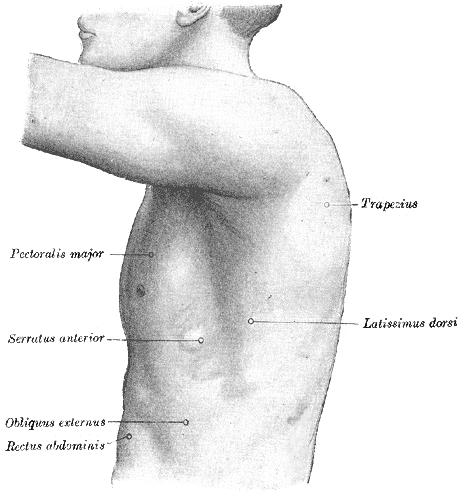
Partie gauche du tronc.
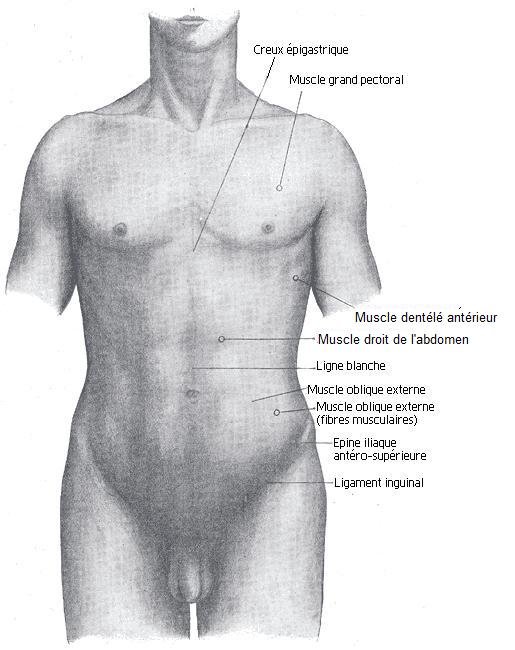
Repères anatomiques simples du thorax et de l'abdomen.